# (129259) Tapolca
(129259) Tapolca est un astéroïde de la ceinture principale.

## Description
(129259) Tapolca est un astéroïde de la ceinture principale. Il fut découvert le 25 août 2005 à Piszkesteto par Krisztián Sárneczky et Dorottya Szám. Il présente une orbite caractérisée par un demi-grand axe de 3,49 UA, une excentricité de 0,06 et une inclinaison de 8,7° par rapport à l'écliptique.

## Compléments